# Bera Barcelonský
Bera ((katalánsky) Berà) (jindy Borell) byl zřejmě nejstarším synem sv. Viléma Akvitánského a Cunégonde, jeho první manželky. V letech 801 – 820 zastával titul hraběte z Barcelony

## Životopis

Panství Bera (zeleně) a Gaucelma (růžově) ve Španělské marce

Společně se svým otcem vévodou akvitánským Vilémem ( někdy uváděn jako Vilém z Gellone) se podílel na reconquistě Katalánská na přelomu 8. a 9. století. Po matce byl původem Vizigót..
Při dobývání Barcelony se podařilo Frankům zajmout a popravit místního vládce Sa'duna al-Ruayniho, jeho nástupce Harun byl zrazen místní vizigótakou šlechtou a vydán nepříteli. Město tak roku 801 obsadili Frankové bez boje.
Bera získal nedědičný titul hrabě z Barcelony. Těšil se důvěře i u místní šlechty kvůli svému polovičnímu vizigótskému původu. Časem však narůstala mezi šlechtici nespokojenost a spolu s tím i pokusy ze strany muslimských vládců o znovunabytí Barcelony.
Spolu s budoucím císařem Ludvíkem Pobožným (který byl v té době ještě králem akvitánským) sice organizoval výpravy proti muslimy drženého města Tortosa (poslední roku 809), ale neúspěšně.
O jeho významu a bohatství svědčí i to, že je roku 811 uveden jako jeden z 15 svědků na závěti Karla Velikého a roku 813 založil Klášter Alet.
Důvěra císaře Ludvíka Pobožného v Beru postupně klesala a upadla o to víc, kdy Bera byl nejpozději od roku 817 zastáncem mírové dohody s muslimy. Díky intrikám jeho nevlastních bratrů Bernarda (pozdější vévoda Septimánský) a Gaucelma došlo na sněmu roku 820 v Cáchách k obvinění Bery od Góta Sanily (blízkého důvěrníka Gaulcema) ze zrady. Bera s ním podstoupil boží soud soubojem, který ovšem prohrál.
Císař jeho život sice ušetřil, ale poslal jej do vyhnanství do Rouenu, kde Bera roku 844 zemřel.. Byl mu ponechám i majetek v hrabství Conflent a Razès

## Rodina
Bera měl vlastní sestru Gerbergu (†834 Chalon-sur-Saône, která byla obviněná z čarodějnictví a popravená na příkaz syna císaře Ludvíka Pobožného Lothara) a několik nevlastních sourozenců z druhého manželství svého otce sv. Viléma Akvitánského s Wilteburgou, mimo jiné bratry Gaucelma (†834Chalon-sur-Saône), jenž byl popraven stětím na příkaz budoucího císaře Lohtara a Bernarda, vévodu ze Septimánie (†844Toulouse), taktéž dekapitovaný na příkaz budoucího císaře Karla II. Holého.
Z manželství s Romellou měl potomky:
- Willemunda (patřil mezi rebelující šlechtice proti Bernardu ze Septimánie z roku 827)
- Argilla
- Mila
- Rotrud

Potomci Bery jsou v oblasti rodových statků zmiňováni až do poloviny 9. století.